# Шалимов, Геннадий Иванович
Геннадий Иванович Шалимов (29 ноября 1947, Электросталь, Московская область — 14 января 2007, Москва) — советский футболист, полузащитник. Мастер спорта СССР.

## Биография
Выступал за московское «Торпедо» и олимпийскую сборную СССР. Двукратный обладатель Кубка СССР (1968, 1972). Он также трижды становился призёром чемпионата СССР. Всего в чемпионатах Советского Союза Шалимов провел 176 матчей, забив 26 голов. В 26 лет футболист ушёл из команды, играл затем в вологодском «Динамо». Завершил карьеру в 1980 году.
Победитель юношеского турнира УЕФА (неофициальный чемпионат Европы) 1966 года.
В составе олимпийской сборной СССР провёл 2 игры в июне 1971 года в Москве и Роттердаме.
В 1970 году вошёл в число 33 лучших футболистов чемпионата СССР, заняв третье место.
Урна с прахом захоронена в колумбарии возле входа на Ваганьковское кладбище, рядом с участком № 1.